# 7824 Лінч
7824 Лінч (7824 Lynch) — астероїд головного поясу, відкритий 7 вересня 1991 року.
Тіссеранів параметр щодо Юпітера — 3,577.